# قالاتپه
قالاتپه مربوط به دوره ساسانیان است و در شهرستان خدابنده، بخش مرکزی، روستای آهارمشکین واقع شده و این اثر در تاریخ ۱۰ خرداد ۱۳۸۲ با شمارهٔ ثبت ۸۷۶۱ به‌عنوان یکی از آثار ملی ایران به ثبت رسیده است.